# 1880년
1880년은 목요일로 시작하는 윤년이다.

## 연호
- 청(淸) 광서(光緖) 6년
- 일본(日本) 메이지(明治) 13년
- 응우옌 왕조(阮朝) 뜨득(嗣德) 33년

## 기년
- 청(淸) 덕종 광서제(德宗 光緖帝) 6년
- 조선(朝鮮) 고종(高宗) 17년
- 응우옌 왕조(阮朝) 사덕제(嗣德帝) 33년

## 사건
- 5월 23일 - 이탈리아 왕국에서 총선이 실시되어 역사적 좌파 진영의 집권이 유지되었다.
- 10월 15일 - 멕시코 군인들이 아파치 족 군사 전략가 빅토리오를 죽이다.
- 음력 6월 26일 - 조선이 제2차 수신사(김홍집)를 일본에 파견하였다.
- 영국의 축구 클럽 맨체스터 시티 FC 창단.

## 탄생
- 1월 1일- 일본의 군인 스기야마 겐. (~1945년)
- 1월 7일 - 대한제국의 독립운동가 박종봉. (~1969년)
- 1월 14일 - 미국의 야구 선수 패디 리빙스턴. (~1977년)
- 1월 26일 - 미국의 군인, 정치인이며, 외교관 겸 사회운동가 더글러스 맥아더. (~1964년)
- 2월 22일 - 대한민국의 독립운동가 신규식. (~1922년)
- 2월 28일 - 3번째로 오래 산 사람 마리아 올리비아 다 시우바. (~2010년)
- 3월 2일 - 일본의 군인 요나이 미쓰마사. (~1948년)
- 3월 22일 - 조선 총독을 지낸 일본의 군인, 정치인 고이소 구니아키. (~1950년)
- 3월 29일 - 대한민국의 독립운동가 장규황. (~?)
- 4월 3일 - 오스트리아의 사상가 오토 바이닝거. (~1903년)
- 6월 6일 - 아일랜드의 정치인 윌리엄 코즈그레이브. (~1965년)
- 6월 10일 - 프랑스의 예술가, 화가 앙드레 드랭. (~1954년)
- 6월 11일 - 대한민국의 독립운동가, 정치인 이경희. (~1949년)
- 6월 21일 - 미국의 아동심리학자 아널드 게젤. (~1961년)
- 6월 27일 - 미국의 작가, 교육자 헬렌 켈러. (~1968년)
- 6월 29일 - 독일의 군인 루트비히 베크. (~1944년)
- 8월 26일 - 프랑스의 시인 기욤 아폴리네르. (~1918년)
- 8월 28일 - 대한제국의 관료 이원흥. (~1950년)
- 8월 31일 - 네덜란드의 여왕 빌헬미나. (~1962년)
- 9월 23일 - 영국 스코틀랜드의 교사, 의사, 생물학자, 정치인 존 보이드 오어. (~1971년)
- 10월 7일 - 제2차 세계 대전의 독일 군인 파울 하우서. (~1972년)
- 10월 10일- 독일계 미국의 사업가 엘리자베스 크라이스트 트럼프. (~1966년)
- 10월 18일 - 대한민국의 독립운동가 백남식. (~1950년)
- 10월 26일 - 러시아의 소설가 안드레이 벨리. (~1934년)
- 11월 1일 - 독일의 지질학자 알프레트 베게너. (~1930년)
- 11월 6일 - 일본의 기업가이자 정치가 아이카와 요시스케. (~1967년)
- 11월 14일 - 미국의 연극배우, 영화배우 유진 오브라이언. (~1966년)
- 12월 3일 - 제2차 세계 대전의 독일 군인 페도어 폰 보크. (~1945년)
- 12월 8일 - 대한민국의 독립운동가, 역사학자 신채호. (~1936년)
- 12월 22일 - 일본제국의 독립운동가 윤병구. (~1949년)
- 12월 30일 - 독일의 작곡가 알프레트 아인슈타인. (~1952년)

### 미상
- 일제 강점기의 기업인 이석구. (~1956년)
- 일제 강점기의 법조인 이우정. (~?)
- 일제 강점기의 지역 유지 김병규. (~?)

## 사망
- 3월 31일 - 폴란드의 작곡가, 바이올리니스트 헨리크 비에니아프스키. (1935년~)
- 5월 8일 - 프랑스의 소설가, 귀스타브 플로베르. (1821년~)
- 10월 5일
  - 프랑스의 작곡가 자크 오펜바흐. (1819년~)
  - 영국의 천문학자 윌리엄 라셀. (1799년~)

## 달력
| 1월 |    |    |    |    |    |    |
| 일  | 월 | 화 | 수 | 목 | 금 | 토 |
|     |    |    |    | 1  | 2  | 3  |
| 4   | 5  | 6  | 7  | 8  | 9  | 10 |
| 11  | 12 | 13 | 14 | 15 | 16 | 17 |
| 18  | 19 | 20 | 21 | 22 | 23 | 24 |
| 25  | 26 | 27 | 28 | 29 | 30 | 31 |

| 2월 |    |    |    |    |    |    |
| 일  | 월 | 화 | 수 | 목 | 금 | 토 |
| 1   | 2  | 3  | 4  | 5  | 6  | 7  |
| 8   | 9  | 10 | 11 | 12 | 13 | 14 |
| 15  | 16 | 17 | 18 | 19 | 20 | 21 |
| 22  | 23 | 24 | 25 | 26 | 27 | 28 |
| 29  |    |    |    |    |    |    |

| 3월 |    |    |    |    |    |    |
| 일  | 월 | 화 | 수 | 목 | 금 | 토 |
|     | 1  | 2  | 3  | 4  | 5  | 6  |
| 7   | 8  | 9  | 10 | 11 | 12 | 13 |
| 14  | 15 | 16 | 17 | 18 | 19 | 20 |
| 21  | 22 | 23 | 24 | 25 | 26 | 27 |
| 28  | 29 | 30 | 31 |    |    |    |

| 4월 |    |    |    |    |    |    |
| 일  | 월 | 화 | 수 | 목 | 금 | 토 |
|     |    |    |    | 1  | 2  | 3  |
| 4   | 5  | 6  | 7  | 8  | 9  | 10 |
| 11  | 12 | 13 | 14 | 15 | 16 | 17 |
| 18  | 19 | 20 | 21 | 22 | 23 | 24 |
| 25  | 26 | 27 | 28 | 29 | 30 |    |

| 5월 |    |    |    |    |    |    |
| 일  | 월 | 화 | 수 | 목 | 금 | 토 |
|     |    |    |    |    |    | 1  |
| 2   | 3  | 4  | 5  | 6  | 7  | 8  |
| 9   | 10 | 11 | 12 | 13 | 14 | 15 |
| 16  | 17 | 18 | 19 | 20 | 21 | 22 |
| 23  | 24 | 25 | 26 | 27 | 28 | 29 |
| 30  | 31 |    |    |    |    |    |

| 6월 |    |    |    |    |    |    |
| 일  | 월 | 화 | 수 | 목 | 금 | 토 |
|     |    | 1  | 2  | 3  | 4  | 5  |
| 6   | 7  | 8  | 9  | 10 | 11 | 12 |
| 13  | 14 | 15 | 16 | 17 | 18 | 19 |
| 20  | 21 | 22 | 23 | 24 | 25 | 26 |
| 27  | 28 | 29 | 30 |    |    |    |

| 7월 |    |    |    |    |    |    |
| 일  | 월 | 화 | 수 | 목 | 금 | 토 |
|     |    |    |    | 1  | 2  | 3  |
| 4   | 5  | 6  | 7  | 8  | 9  | 10 |
| 11  | 12 | 13 | 14 | 15 | 16 | 17 |
| 18  | 19 | 20 | 21 | 22 | 23 | 24 |
| 25  | 26 | 27 | 28 | 29 | 30 | 31 |

| 8월 |    |    |    |    |    |    |
| 일  | 월 | 화 | 수 | 목 | 금 | 토 |
| 1   | 2  | 3  | 4  | 5  | 6  | 7  |
| 8   | 9  | 10 | 11 | 12 | 13 | 14 |
| 15  | 16 | 17 | 18 | 19 | 20 | 21 |
| 22  | 23 | 24 | 25 | 26 | 27 | 28 |
| 29  | 30 | 31 |    |    |    |    |

| 9월 |    |    |    |    |    |    |
| 일  | 월 | 화 | 수 | 목 | 금 | 토 |
|     |    |    | 1  | 2  | 3  | 4  |
| 5   | 6  | 7  | 8  | 9  | 10 | 11 |
| 12  | 13 | 14 | 15 | 16 | 17 | 18 |
| 19  | 20 | 21 | 22 | 23 | 24 | 25 |
| 26  | 27 | 28 | 29 | 30 |    |    |

| 10월 |    |    |    |    |    |    |
| 일   | 월 | 화 | 수 | 목 | 금 | 토 |
|      |    |    |    |    | 1  | 2  |
| 3    | 4  | 5  | 6  | 7  | 8  | 9  |
| 10   | 11 | 12 | 13 | 14 | 15 | 16 |
| 17   | 18 | 19 | 20 | 21 | 22 | 23 |
| 24   | 25 | 26 | 27 | 28 | 29 | 30 |
| 31   |    |    |    |    |    |    |

| 11월 |    |    |    |    |    |    |
| 일   | 월 | 화 | 수 | 목 | 금 | 토 |
|      | 1  | 2  | 3  | 4  | 5  | 6  |
| 7    | 8  | 9  | 10 | 11 | 12 | 13 |
| 14   | 15 | 16 | 17 | 18 | 19 | 20 |
| 21   | 22 | 23 | 24 | 25 | 26 | 27 |
| 28   | 29 | 30 |    |    |    |    |

| 12월 |    |    |    |    |    |    |
| 일   | 월 | 화 | 수 | 목 | 금 | 토 |
|      |    |    | 1  | 2  | 3  | 4  |
| 5    | 6  | 7  | 8  | 9  | 10 | 11 |
| 12   | 13 | 14 | 15 | 16 | 17 | 18 |
| 19   | 20 | 21 | 22 | 23 | 24 | 25 |
| 26   | 27 | 28 | 29 | 30 | 31 |    |

### 음양력 대조 일람
| 음력월 | 월건 | 대소 | 음력 1일의 양력 월일 | 음력 1일 간지 |
| ------ | ---- | ---- | -------------------- | ------------- |
| 1월    | 무인 | 대   | 2월 10일             | 기사          |
| 2월    | 기묘 | 소   | 3월 11일             | 기해          |
| 3월    | 경진 | 대   | 4월 9일              | 무진          |
| 4월    | 신사 | 대   | 5월 9일              | 무술          |
| 5월    | 임오 | 소   | 6월 8일              | 무진          |
| 6월    | 계미 | 대   | 7월 7일              | 정유          |
| 7월    | 갑신 | 대   | 8월 6일              | 정묘          |
| 8월    | 을유 | 소   | 9월 5일              | 정유          |
| 9월    | 병술 | 대   | 10월 4일             | 병인          |
| 10월   | 정해 | 소   | 11월 3일             | 병신          |
| 11월   | 무자 | 소   | 12월 2일             | 을축          |
| 12월   | 기축 | 대   | 12월 31일            | 갑오          |